# Эмери I де Фезансак
Эмери (Эмерик) I (фр. Aymeric Ier, лат. Emerico I; ум. до 1032) — граф де Фезансак, сын графа Одона Фалька.

## Биография

### Правление
Эмери наследовал своему отцу как граф Фезансака. Впервые в современных ему документах он упоминается после 1020 года. Позже он захватил церковные владения в Вике, принадлежавшие архиепископу Оша, и передал их своему фавориту, обвинявшемуся в убийстве Раймону Пабу, сеньору де Ла Мот. Несмотря на призыв архиепископа Гарсии, Эмери отказался вернуть захваченное и выдать Рамона. За это архиепископ отлучил графа Эмери от церкви.
Также имя Эмери упоминается в связи с основанием монастыря Сен-Пе-де-Женере, которое произошло в 1023 году, а также в связи с рядом привилегий, данных им монастырю Сен-Люпер в Озе.
Эмери умер ранее 1032 года. Ему наследовал старший сын Гильом II Астанов. Другой сын, Раймон I, получил баронство Монтескью, став родоначальником рода Монтескью, существующего и в настоящее время. Третий сын, Арно Эмери, избрал духовную карьеру.

### Брак и дети
Имя жены Эмери неизвестно. Дети:
- Гильом Астанов I (ум. ок. 1064), граф де Фезансак
- Раймон I (ум. после 1036), барон Монтескью, родоначальник рода Монтескью
- Арно Эмери (ум. до 1090), монах, каноник и прево церкви Святой Марии в Оше в 1062